# Skalička u Tišnova
Skalička (deutsch Skalitschka, früher Skalitzka) ist eine Gemeinde in Tschechien. Sie liegt sieben Kilometer östlich von Tišnov und gehört zum Okres Brno-venkov.

## Geographie
Skalička befindet sich am linken Ufer des Flüsschens Lubě an der Einmündung der Lažánka und des Unínský potok in der Boskowitzer Furche. Nördlich erhebt sich der Hluboké (391 m), im Nordosten der Na Dílech (400 m), östlich die Společná hora (429 m), im Süden die Paní hora (395 m) und nordwestlich der Čihadlo (453 m). Gegen Norden befindet sich unterhalb der gleichnamigen Ruine die Wüstung Trmačov.
Nachbarorte sind Hluboké Dvory im Norden, Újezd u Černé Hory und Milonice im Nordosten, Lažany im Osten, Lipůvka im Südosten, Nuzířov und Malhostovice im Süden, Drásov im Südwesten, Všechovice im Westen sowie Hajánky, Hájek und Unín im Nordwesten.

## Geschichte
Die Ursprünge des Dorfes gehen bis ins 13. Jahrhundert zurück, aus dieser Zeit stammen die ältesten Mauern der Žandovský mlýn. Erstmals schriftlich erwähnt wurde Skalička im Jahre 1349. Am Platz Hradisko befand sich seit dem 15. Jahrhundert eine Feste, sie wurde ab 1573 als wüst bezeichnet.
Nach der Aufhebung der Patrimonialherrschaften bildete Skalička ab 1850 einen Ortsteil der Gemeinde Nuzířov in der Bezirkshauptmannschaft Brünn. 1887 wurde Skalička eigenständig. Seit dem 1. November 1896 gehörte Skalička zur neu gebildeten Bezirkshauptmannschaft Tischnowitz. Am 12. Juli 1922 war das Dorf von einem schweren Hochwasser der Lubě betroffen. Während der deutschen Besetzung befand sich zwischen 1944 und 1945 in den Wäldern um Skalička eines der Zentren der Partisanenbewegung im Protektorat Böhmen und Mähren. Von Skalička aus agierte die von General Luža aufgestellte III. Tschechoslowakische Stoßkompanie. Die Villa Žandov neben der Mühle diente mehrfach als Ort konspirativer Zusammenkünfte zwischen Partisanen und anderen Personen des Widerstands gegen die Nationalsozialisten. Nach der Auflösung des Okres Tišnov wurde Skalička mit Beginn des Jahres 1961 nach Všechovice eingemeindet und zugleich dem Okres Brno-venkov zugeordnet. Im Jahre 1971 wurde die Eingemeindung wieder aufgehoben.

## Gemeindegliederung
Für die Gemeinde Skalička sind keine Ortsteile ausgewiesen.

## Sehenswürdigkeiten
- Kapelle des hl. Wenzel am Dorfplatz, erbaut 1923, Teile des Altarbildes schuf Ladislav Kotas
- Mühle Žandovský mlýn, das seit dem 13. Jahrhundert bestehende Bauwerk ist das älteste Gebäude des Dorfes
- Ruine der Burg Trmačov, nördlich des Dorfes, sie ist seit 1305 als Sitz des Vladiken Ondřej von Trmačov überliefert. Seit 1466 gilt die Burg als wüst. Das Gemäuer wurde später von den Bewohnern der umliegenden Orte als Baumaterial abgetragen. Erhalten sind Mauerreste des Bergfriedes.
- Gedenkstein für die Partisanenkompanie des Generals Luža, errichtet 1946 im Wald nördlich des Ortes